# San Pedro de la Paz
San Pedro de la Paz est une ville et une commune du Chili faisant partie de la province de Concepción, elle-même rattachée à la région du Biobío. En 2012, la population de la commune s'élevait à 121 650 habitants. La superficie de la commune est de 113 km2 (densité de 1077 hab./km2). Elle fait partie de l'aire urbaine de Grand Concepción.

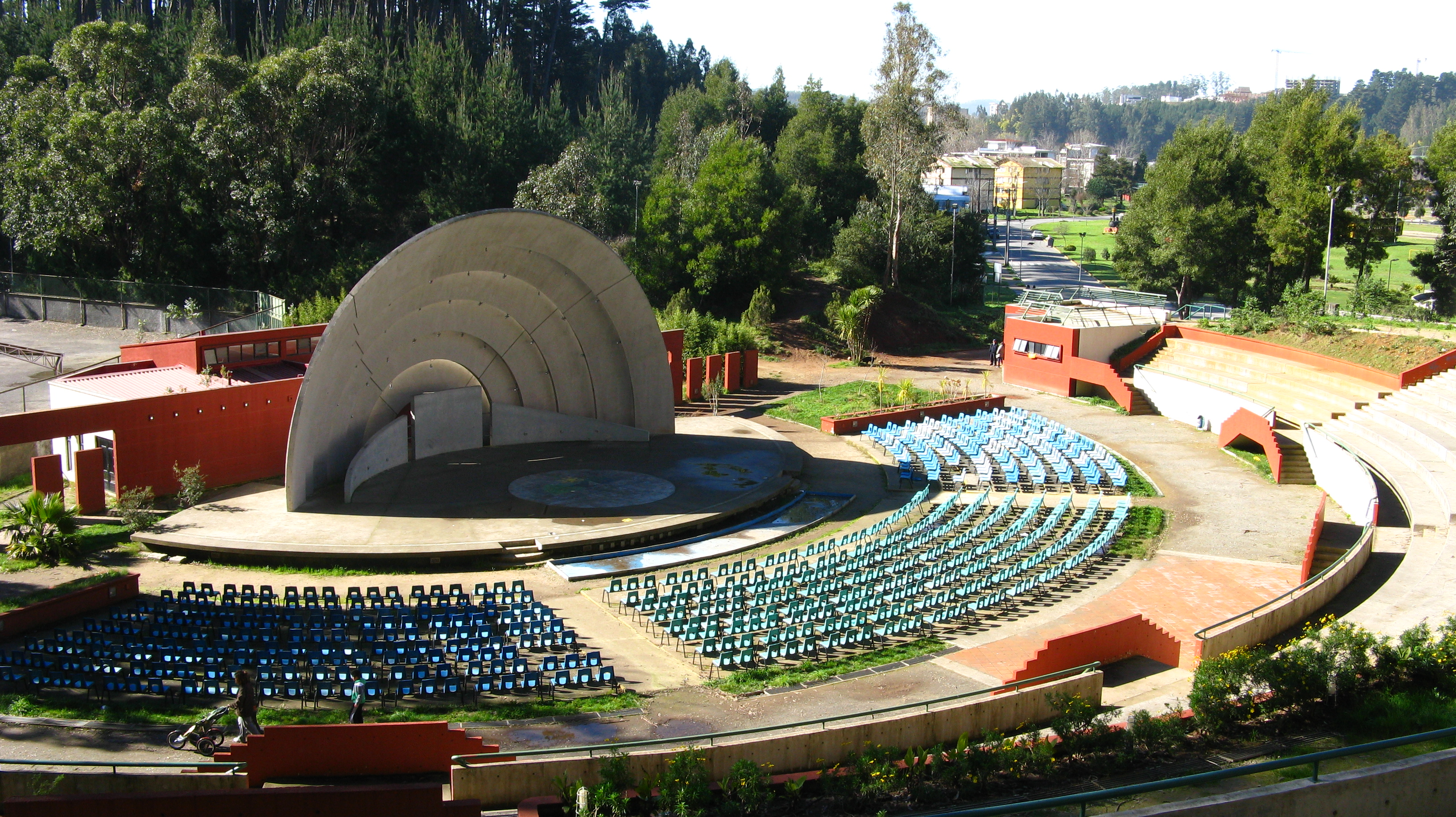
Amphithéâtre San Pedro de la Paz

Position de San Pedro de la Paz (en rouge) au sein de la Région du Biobío.